# Kris Humphries
Kris Nathan Humphries (Minneapolis, 6 febbraio 1985) è un ex cestista statunitense, professionista nella NBA.

## Carriera
Humphries è stato scelto dalla franchigia degli Utah Jazz nel 2004 come quattordicesima scelta al draft NBA. Ha trascorso due stagioni con i Jazz, con una media 3,6 punti per gara e 2,7 rimbalzi per gara in 11,6 minuti a partita. L'8 giugno 2006, Humphries è stato scambiato insieme a Robert Whaley ai Toronto Raptors in cambio di Rafael Araújo. Nella stagione 2006-07, dopo un avvio lento in cui egli non ha ricevuto molti occasioni dal coach dei Raptors Sam Mitchell, anche a causa della presenza in squadra di Chris Bosh, Humphries si è rivelato un valido rimbalzista e giocatore di energia e ha contribuito alla vittoria dei Raptors al loro primo titolo di divisione.
Il 28 marzo 2007, ha preso sette rimbalzi offensivi in 27 minuti contro i Miami Heat di Dwyane Wade, che diventò il suo career-high. Ha superato tale performance con nove rimbalzi offensivi e 18 totali in una vittoria contro i Detroit Pistons il 13 aprile 2007. Ha concluso la sua stagione inaugurale con i Raptors con un career-high di 3,1 rimbalzi e 3,8 punti per gara con il 47% di percentuale nel tiro del campo. Il 9 luglio 2009, Humphries, Shawn Marion e Nathan Jawai sono stati scambiati per i Dallas Mavericks come una parte dei four-team accordo tra i Raptors, Mavericks, Orlando Magic e Memphis Grizzlies.
L'11 gennaio 2010 i Mavericks scambiano Humphries con Shawne Williams dai New Jersey Nets, al fine di riacquistare Eduardo Nájera. Il 27 gennaio 2010 Humphries ha segnato un career-high di 25 punti contro i Los Angeles Clippers. La stagione 2011 è stata esaltante per Humphries, con media una doppia-doppia in punti e rimbalzi, portando a referto 10,0 punti per gara e 10,4 rimbalzi per gara. Il 21 dicembre 2011 Humphries ha firmato un contratto annuale da 8 milioni di dollari con i New Jersey Nets. Il 15 luglio 2014 firma un contratto sign-and-trade con i Celtics e viene ceduto ai Washington Wizards in cambio di una seconda scelta futura e una trade exception.

## Statistiche

### College
| Anno      | Squadra                  | PG | PT | MP   | TC%  | 3P%  | TL%  | RP   | AP  | PRP | SP  | PP   |
| --------- | ------------------------ | -- | -- | ---- | ---- | ---- | ---- | ---- | --- | --- | --- | ---- |
| 2003-2004 | Minnesota Golden Gophers | 29 | 28 | 34,1 | 44,4 | 34,0 | 74,2 | 10,1 | 0,7 | 0,9 | 1,1 | 21,7 |
| Carriera  | Carriera                 | 29 | 28 | 34,1 | 44,4 | 34,0 | 74,2 | 10,1 | 0,7 | 0,9 | 1,1 | 21,7 |

### NBA

#### Regular Season
| Anno      | Squadra          | PG  | PT  | MP   | TC%  | 3P%  | TL%  | RP   | AP  | PRP | SP  | PP   |
| --------- | ---------------- | --- | --- | ---- | ---- | ---- | ---- | ---- | --- | --- | --- | ---- |
| 2004-2005 | Utah Jazz        | 67  | 4   | 13,0 | 40,4 | 33,3 | 43,6 | 2,9  | 0,6 | 0,4 | 0,3 | 4,1  |
| 2005-2006 | Utah Jazz        | 62  | 2   | 10,0 | 37,9 | 0,0  | 52,3 | 2,5  | 0,5 | 0,4 | 0,3 | 3,0  |
| 2006-2007 | Toronto Raptors  | 60  | 2   | 11,2 | 47,0 | -    | 67,1 | 3,1  | 0,3 | 0,2 | 0,4 | 3,8  |
| 2007-2008 | Toronto Raptors  | 70  | 0   | 13,2 | 48,3 | 0,0  | 60,5 | 3,7  | 0,4 | 0,4 | 0,4 | 5,7  |
| 2008-2009 | Toronto Raptors  | 29  | 0   | 9,1  | 42,2 | -    | 79,2 | 2,4  | 0,3 | 0,3 | 0,2 | 3,9  |
| 2009-2010 | Dallas Mavericks | 25  | 0   | 12,6 | 46,1 | -    | 56,8 | 3,8  | 0,3 | 0,3 | 0,4 | 5,2  |
| 2009-2010 | N.J. Nets        | 44  | 0   | 20,6 | 43,3 | 0,0  | 69,9 | 6,4  | 0,6 | 0,7 | 0,8 | 8,1  |
| 2010-2011 | N.J. Nets        | 74  | 44  | 27,9 | 52,7 | 0,0  | 66,5 | 10,4 | 1,1 | 0,4 | 1,1 | 10,0 |
| 2011-2012 | N.J. Nets        | 62  | 62  | 34,9 | 48,1 | -    | 75,2 | 11,0 | 1,5 | 0,8 | 1,2 | 13,8 |
| 2012-2013 | Brooklyn Nets    | 65  | 21  | 18,3 | 44,8 | -    | 78,9 | 5,6  | 0,5 | 0,2 | 0,5 | 5,8  |
| 2013-2014 | Boston Celtics   | 69  | 30  | 19,9 | 50,1 | 0,0  | 81,3 | 5,9  | 1,0 | 0,4 | 0,9 | 8,4  |
| 2014-2015 | Wash. Wizards    | 64  | 17  | 21,0 | 47,3 | 0,0  | 74,4 | 6,5  | 0,9 | 0,5 | 0,4 | 8,0  |
| 2015-2016 | Wash. Wizards    | 28  | 14  | 16,6 | 40,5 | 34,3 | 93,5 | 4,1  | 0,6 | 0,1 | 0,5 | 6,4  |
| 2015-2016 | Phoenix Suns     | 4   | 3   | 18,5 | 27,8 | 30,0 | 75,0 | 8,0  | 1,8 | 0,8 | 0,5 | 7,3  |
| 2015-2016 | Atlanta Hawks    | 21  | 0   | 14,0 | 46,5 | 25,8 | 71,1 | 3,4  | 0,6 | 0,5 | 0,3 | 6,4  |
| 2016-2017 | Atlanta Hawks    | 56  | 4   | 12,3 | 40,7 | 35,2 | 78,0 | 3,7  | 0,5 | 0,3 | 0,4 | 4,6  |
| Carriera  | Carriera         | 800 | 203 | 17,8 | 46,3 | 29,3 | 70,0 | 5,4  | 0,7 | 0,4 | 0,6 | 6,7  |

#### Playoffs
| Anno     | Squadra         | PG | PT | MP   | TC%  | 3P%  | TL%  | RP  | AP  | PRP | SP  | PP  |
| -------- | --------------- | -- | -- | ---- | ---- | ---- | ---- | --- | --- | --- | --- | --- |
| 2007     | Toronto Raptors | 6  | 0  | 11,5 | 33,3 | -    | 37,5 | 2,8 | 0,2 | 0,2 | 0,3 | 1,5 |
| 2008     | Toronto Raptors | 3  | 0  | 0,7  | -    | -    | -    | 0,0 | 0,0 | 0,0 | 0,0 | 0,0 |
| 2013     | Brooklyn Nets   | 7  | 0  | 11,9 | 45,2 | -    | 42,9 | 3,3 | 0,1 | 0,1 | 0,4 | 4,4 |
| 2015     | Wash. Wizards   | 1  | 0  | 5,0  | 100  | -    | -    | 3,0 | 0,0 | 0,0 | 0,0 | 2,0 |
| 2016     | Atlanta Hawks   | 4  | 0  | 14,0 | 46,4 | 50,0 | 100  | 6,0 | 1,0 | 0,5 | 1,3 | 9,3 |
| 2017     | Atlanta Hawks   | 1  | 0  | 3,0  | -    | -    | -    | 0,0 | 0,0 | 0,0 | 1,0 | 0,0 |
| Carriera | Carriera        | 22 | 0  | 9,9  | 44,9 | 50,0 | 57,1 | 3,0 | 0,3 | 0,2 | 0,5 | 3,6 |

## Vita privata
Il 20 agosto 2011 ha sposato a Santa Barbara Kim Kardashian, showgirl americana, da cui ha divorziato il 31 ottobre dello stesso anno, dopo soli 72 giorni di matrimonio, a causa dei caratteri incompatibili.

## Palmarès
- McDonald's All-American Game (2003)